# 张恩虬
张恩虬（1916年10月26日—1990年5月7日），中国广东广州（今广东省广州市）人，电子学家、中国科学院院士。

## 生平
1916年10月26日，张恩虬在广州出生。
1934年，报考清华大学物理系并被录取。1937年，抗战爆发，张恩虬随校西迁，成为由北京大学、清华大学和南开大学合并而成的西南联合大学的一名学生。一年后（1938年），张恩虬从西南联合大学毕业并获留校执教。1939年，张恩虬发表第一篇论文《集束功率管的负载特性》。
1940年，张恩虬辞去西南联合大学的教职，前往重庆国民政府辖下的空军军官学校执教无线电方面的课程。其后，张恩虬又前往重庆国民政府国防部兵工署弹道研究所从事研究工作。
1945年，张恩虬通过考试，获得了公费留学的资格，遂前往英国马拉德电子管公司进修。两年后（1947年），张恩虬学成归国，任岭南大学物理系副教授，执教电磁学、无线电学和近代物理。
1951年，张恩虬前往位于吉林省长春市的东北科学研究所和中国科学院机械电机研究所担任副研究员，主要从事电子管的研发工作。同年，他加入中国民主同盟。1954年，张恩虬研制出中国第一只实验型示波管。
1956年，张恩虬被调往北京，参与筹建中国科学院电子学研究所，并在筹建完成以后，担任电子物理实验室主任一职。同年，他的职称由副研究员晋升为研究员。
1978年，张恩虬获得全国科学大会成果奖。同年，他成为电子学研究所副所长及电子学研究所学术委员会副主任，并加入中国共产党。两年后（1980年），他当选中国科学院技术科学部学部委员（后改称院士）。
1990年5月7日，张恩虬于北京病逝。